# Güzel Manjurova
Güzel Tahirqyzy Manjurova (kazakiska: Гүзәл Таһирқызы Манюрова, ryska: Гюзель Тагировна Манюрова: Gjuzel Tairovna Manjurova), född den 24 januari 1978 i Saransk, dåvarande Sovjetunionen, är en rysk-kazakisk brottare som tog OS-silver i tungviktsbrottning i damklassen 2004 i Aten. Hon tog även ett silver vid olympiska sommarspelen 2012 och ett brons 2016.